# Dette du tiers monde
 (novembre 2015).
La dette du tiers monde est une dette extérieure contractée par les pays du tiers monde (le terme « tiers monde » est toujours employé, bien qu'on lui préfère désormais d'autres expressions comme « pays en développement »).

## Caractéristiques
Cette dette correspond tant à des prêts souverains (d'autres États, du FMI, de la Banque mondiale, etc.) que des financements privés (prêts bancaires, obligations placées auprès de fonds de placement…). Depuis la mise en œuvre du plan Brady en 1989 (qui découle de la crise de la dette des pays en voie de développement de 1982) la pratique de l'émission d'obligations par les pays en voie de développement, qui recouvre en fait ce que l'on appelle la « dette des pays émergents », a augmenté considérablement, jusqu'à devenir un véritable marché de titres de créances négociables.
On parle de « dette insolvable » pour décrire une dette extérieure dont les intérêts sont supérieurs au produit intérieur brut (PIB) du pays concerné, cette dette devenant par conséquent impossible à rembourser. Certains considèrent qu'il s'agit d'une forme d'oppression ou de mainmise des pays riches sur les pays pauvres, qui se trouvent ainsi en état de subordination.

## Contexte historique
Le problème de la dette du tiers monde, qui donna lieu à de grands débats au XXe siècle, est devenu moins pressant au début du XXIe siècle, en particulier avec la très forte hausse des cours des matières premières, et la transformation de certains pays en développement en pays émergents. Les principaux organismes prêteurs, comme la Banque mondiale et surtout le FMI, trouvent actuellement peu d'utilisations pour leurs ressources.
La plupart des États actuels d'Afrique et d'Asie ne sont devenus financièrement indépendants que postérieurement à la Seconde Guerre mondiale. Toutefois, les pays n'ont pas tous contracté leurs dettes extérieures respectives après leur indépendance. Ainsi, en 1949, pour obtenir son indépendance, l'Indonésie fut contrainte d'honorer la dette de l'administration coloniale néerlandaise (dont la majeure partie avait été contractée pour combattre les rebelles indépendantistes au cours des quatre années précédentes). On retrouve le même type de situation dans d'autres pays.
L'Égypte, qui n'a jamais été une colonie à proprement parler, mais qui fut un protectorat d'abord anglo-français puis britannique, ne détenait pas, à l'origine, le contrôle du lucratif Canal de Suez, qui relie la mer Méditerranée à la mer Rouge (qui communique avec l'océan Indien). Face au refus de sa demande de crédit pour construire le barrage d'Assouan, le gouvernement égyptien décida en 1956 de nationaliser ce canal, qui appartenait alors à une entreprise européenne mais qui avait été construit par des ouvriers égyptiens, au prix de lourdes pertes humaines. Cette nationalisation fut à l'origine de la crise du canal de Suez cette même année.
Au cours des premières décennies suivant la décolonisation, des organisations internationales faisant office de créanciers multilatéraux, telles que la Banque mondiale et le Fonds monétaire international, prêtèrent massivement aux États du Sud. Les fonds étaient souvent destinés à la construction de grands projets d'infrastructure, comme des barrages ou des autoroutes, ou encore au développement d'une stratégie dite d'industrialisation par substitution des importations, qui vise à permettre l'essor d'une production nationale capable de remplacer les importations provenant des pays industrialisés. Ces stratégies sont le fruit d'un effort de convergence idéologique autour du concept d'industrialisation, mis en œuvre conjointement par les nations capitalistes, les États communistes et les nationalistes du tiers monde.
Parallèlement, un certain nombre de régimes dictatoriaux, voire néo-coloniaux, imposés ou soutenus par des puissances étrangères, se financèrent massivement par des emprunts utilisés pour mener des guerres civiles ou pour exercer des campagnes de répression contre leurs propres populations. En Amérique centrale et en Amérique du Sud, de telles politiques furent conduites au nom de la sécurité nationale, avec le soutien actif des États-Unis auprès de forces armées dédiées au maintien de la sécurité intérieure. Ainsi, les guerres civiles générèrent l'accumulation de dettes substantielles au Guatemala, au Salvador et en Colombie. En Haïti, le régime dictatorial de François Duvalier eut recours massivement à l'emprunt, engendrant une dette dont la reconnaissance fut, en 1995, sous la pression des États-Unis, la condition sine qua non du retour du président Jean-Bertrand Aristide alors en exil. Certaines campagnes militaires intrusives, comme les invasions du Timor oriental par l'Indonésie, de l'Angola, de la Namibie et de l'Ouganda par l'Afrique du Sud, ou de l'Iran par l'Irak, conduisirent également à un endettement extrême.
Bon nombre de dettes ont été contractées à la suite du choc pétrolier de 1973 lorsque certains membres de l'OPEP ont décidé une forte augmentation du prix du pétrole qui résulta en un enrichissement considérable des États arabes producteurs, qui choisirent de confier l'argent ainsi généré à de grandes banques occidentales. Comme celles-ci ne voulaient pas laisser dormir ces sommes colossales, elles furent prêtées aux pays du tiers monde : c'est le recyclage des pétrodollars.
L'octroi massif de prêts entraîna des risques majeurs de défaillance, comme avec le Mexique, qui fut le premier pays à annoncer, en 1982, qu'il n'était plus en mesure de rembourser - situation qui précipita ce que l'on nomme aujourd'hui la « crise de la dette ». Face à l'éventualité de perdre les fonds investis, les créanciers proposèrent de nombreux plans d'ajustement structurel (PAS) pour réorienter fondamentalement les économies des pays en difficulté. La plupart de ces plans préconisaient une réduction draconienne des dépenses publiques à caractère social, la mise en œuvre de politiques d'exportation directe et d'extraction des ressources (en vue de générer un climat d'investissement attractif pour les capitaux étrangers), l'accroissement de la fluidité des flux d'investissement (en remplaçant les investissements directs à l'étranger par l'ouverture de marchés boursiers) et, sur un plan général, des actions législatives favorables aux droits des investisseurs étrangers.
Étant donné le caractère obligatoire de ces plans d'ajustement pour l'accès au crédit et à l'aide au développement en provenance des grands créanciers multilatéraux, et la disparition de l'aide économique soviétique à la fin des années 1980, les plans d'ajustement structurel devinrent un schéma économique prépondérant sur une grande partie de la surface du globe. Accablés par la dette, et incapables d'agir collectivement sur des marchés qui leur étaient défavorables, de nombreux pays en voie de développement se trouvèrent contraints de négocier leur politique économique plutôt que de la définir eux-mêmes. Nombre d'hommes politiques du tiers monde, comme Michael Manley en Jamaïque, affirment qu'ils ont même été obligés de gérer une transition économique forcée, contre la volonté de leur peuple.

## Débats sur l'équité de la dette du tiers monde
À leur indépendance, plusieurs pays africains se sont endettés auprès de la communauté internationale pour bâtir leurs nouveaux États. Les taux d'intérêt variables sont proches de zéro. Or, à la fin des années 1970, après les chocs pétroliers, les taux montent en flèche. Les pays africains se sont retrouvés à rembourser à des taux très élevés une dette qu'ils avaient contractée à des taux très faibles. Le côté insoutenable de la dette africaine est né à ce moment-là,« La dette immorale : Interview de Daniel Mermet avec Éric Toussaint sur l’annulation de la dette du tiers monde.  de la dette du tiers monde », sur la-bas.org, 11 janvier 2005 (consulté le 17 novembre 2023). En décembre 2020, le taux d’emprunt moyen des pays Africains est de 8 % contre 0,28 % pour les pays Européens.

## Contexte juridique et politique particulier à certaines dettes
Certains parlent de dette odieuse pour désigner une dette contractée par un pays non démocratique qui fait usage des fonds prêtés à mauvais escient (par exemple, pour l'achat d'armes ou qui les détourne). Selon les organisations qui plaident pour l'annulation de la dette du tiers monde, la doctrine de la dette odieuse est un élément de jurisprudence internationale établi, applicable à toute dette résultant d'emprunts accordés à des gouvernements despotiques ou illégitimes qui utilisent les fonds à des fins d'oppression des citoyens ou d'enrichissement personnel. Dans le cadre de cette doctrine, on considère que, lorsque les créanciers ont connaissance du fait que les fonds sont employés d'une manière contraire aux intérêts des peuples, ils commettent, en accordant l'emprunt, un acte hostile à l'égard de ces peuples. Ils ne peuvent donc pas légitimement exiger son remboursement.
Il existe un mouvement qui réclame que la dette odieuse soit annulée aux dépens des créanciers, l'un des arguments étant qu'un peuple ayant souffert des conséquences liées à la manière dont ont été dépensés des fonds sur lesquels il n'a jamais eu droit de regard, ne doit pas être tenu de les rembourser. Les défenseurs de l'annulation de ce type de dette considèrent en outre que ces fonds ont été prêtés de manière irresponsable. Quelques exemples de pays pour lesquels les créanciers ont refusé de reconnaître le caractère odieux de la dette sont l'Afrique du Sud, qui a pourtant connu l'apartheid,et la République démocratique du Congo, qui a subi la dictature de Mobutu Sese Seko

## Gestion de la dette
L'ONU a mis en place un système SYGADE (Système de gestion et d’analyse de la dette), SYGADE étant l'acronyme et le nom d'un programme (et d'un logiciel) développés par la CNUCED (Conférence des Nations unies sur le commerce et le développement ; organe subsidiaire des Nations unies) pour renforcer les capacités de gestion de la dette pour les pays dits "en développement".
Il s'agit notamment d'aider les fonctionnaires des États concernés à mieux évaluer la dette, et la rembourser et gérer de manière "soutenable" pour le pays, en s'appuyant sur des chiffres et statistiques crédibles et plus précis.
Du point de vue des marchés financiers, une part importante de la dette des pays très pauvres étant insolvable ou peu solvable, elle se décote et doit finir par être réduite ou annulée. Une gestion de ce processus permet de le faire plus tôt en échange de bénéfices pour le bien commun que sont les ressources naturelles qui sans cela seront encore plus surexploitées par les pays pauvres ou en manquant.

## Gestion internationale de la dette en situations critiques ou d'urgence
Le Club de Paris est une institution intergouvernementale de pays créanciers qui prend, depuis 50 ans, l'essentiel des décisions allègement de la dette de pays considérés peu ou non solvables. Il intervient essentiellement au niveau des créances des états ou d'organisations internationales (FMI, Banque mondiale…).
Ainsi, en 2004, le Royaume-Uni a effacé une partie des créances des pays les plus pauvres.

Début 2005, en réponse à la catastrophe humanitaire du tsunami au large de l'île de Sumatra, les nations du G8 ont pris l'initiative d'un moratoire sur la dette extérieure des pays les plus touchés.
Plusieurs pays (scandinaves et anglo-saxons depuis une vingtaine d'années et France récemment), utilisent ou se sont engagés à utiliser le mécanisme de l'« échange dette-nature » (« Debt for nature swap » ou « échange dette-nature ou conversion de créance pour l'environnement »). Il consiste à annuler ou réduire la dette de pays en voie de développement en contrepartie d'un mécanisme de protection de la biodiversité (majoritairement présente dans ces pays, pour ce qui est du nombre de taxons), sachant que l'endettement de ces pays les poussent souvent à surexploiter leur biodiversité et d'autres ressources naturelles non renouvelables. Cette idée née à la fin des années 1980 peut impliquer deux acteurs (un créditeur + un État ou une personne privée). Elle impose une obligation de protection d'espèces et d'habitats naturels.
Un tiers (ex : organisation non-gouvernementale environnementale) peut aussi racheter une part de la dette sur le marché de la dette ; à une valeur réduite du fait du risque de défaut de paiement) une partie de la dette, en devises fortes (dollars), d'un pays en voie de développement, auprès du créditeur. en échange d'une conversion de cette dette non à sa valeur décotée du marché mais à sa valeur faciale et en monnaie locale, en obligations de protection de la biodiversité, via un mécanisme de gestion restauratoire (ex : création de réserves naturelles, de parcs nationaux surveillés par un trust où l'ONG et/ou le créditeur seront présents.
Au lieu d'annulation de la dette, il peut s'agir de renégociation de celle-ci, sur le montant, les taux ou l'échéancier.
Ces approches sont créatrices d'emplois durables (gardiennage des parcs et réserves créées, tourisme de nature, etc.) et évitent de surajouter une crise écologique à une crise économique.
Le Congrès américain voté en 1988, une loi favorisant ces procédures (échange dette-nature) qui ont pris une valeur supplémentaire dans le contexte de la crise climatique mondiale avec le besoin de protéger les mangroves, les récifs coralliens, les puits de carbone que sont notamment les tourbières et certaines forêts tropicales.
Les mécanismes post-Kyoto de réduction des émissions de gaz à effet de serre ont certains objectifs qui peuvent partiellement se superposer à celui-ci (protection des puits de carbone, réduction des incendies de forêt, notamment en forêt tropicale).
En France, où la stratégie nationale de développement durable prévoit « d'intégrer les objectifs du développement durable dans les instruments de l'aide française, notamment le traitement de la dette », malgré les encouragements de l'ONU et de grandes ONG, ce mécanisme avait été longtemps ignoré, hormis dans les années 1990 au travers d'un travail multilatéral ayant permis une conversion d'environ 10 % de la dette polonaise sous la forme d'un fonds financier dédié à des actions écologiques. Une annonce présidentielle (mi-2005) a relancé la possibilité de mise en œuvre pour les pays pauvres très endettés (dits « PPTE ») de contrats de désendettement développement (ou C2D) centrés sur la protection de la biodiversité au travers d'un ou plusieurs programmes sectoriels. Les C2D avaient - dès leur origine - été prévus pour pouvoir soutenir la protection de ressources naturelles, mais en 2005, aucun contrat d'échange dette-nature n'avait été initié dans ce cadre. L'annonce d'une relance de cette idée est faite (mi-2005) près de 10 ans après le sommet du G7 de 1996 qui avait reconnu le caractère « insoutenable » de cette dette qui appauvrit les pays déjà les plus pauvres ; considération renouvelée aux sommets de Cologne (1997) puis de Tokyo (2000) avec un objectif affiché d'effacement des 2/3 de la dette des PPTE. Certains acteurs (pays pauvres ou ONG notamment) craignent de possibles dérives (de type néocolonialisme et marchandisation du vivant, au détriment parfois de populations autochtones et avec progressivement une main mise des banques et du marché de la finance et de la dette sur la nature et les services écosystémiques fournis (gratuitement à ce jour) par la nature. Les mêmes peuvent ainsi exiger des pays pauvres qu'ils créent des parcs et réserves et fermer les yeux sur la délocalisation d'activités polluantes et de décharges toxiques dans ces mêmes pays.
La France souhaite notamment développer ces processus avec les pays francophones africains qui abritent pour certains une part des hot-spots de biodiversité d'importance mondiale.
Un rapport de la Banque mondiale alerte en 2022 sur la montée de la dette des pays les plus pauvres : en 2021, l'encours de la dette des pays à revenu faible et intermédiaire atteint 9 000 milliards $. Il a doublé en dix ans, et la dette extérieure totale des pays éligibles à l'Association internationale de développement (AID) a presque triplé. La montée des taux d'intérêt dans le monde et le ralentissement de la croissance devrait alourdir le service de la dette publique. L'urgence d'une restructuration des dettes ne cesse de grandir, mais elle est plus difficile à organiser qu'au cours des précédentes crises, car les créanciers privés représentaient 61 % de la dette publique des pays à revenu faible et intermédiaire en 2021, contre 46 % en 2010, et pour les pays les plus pauvres, cette part a quadruplé, passant de 5 % en 2010 à 21 % en 2021 ; la part des créanciers du Club de Paris (Europe et États-Unis) est tombée à 32 % à la fin de 2021 contre 58 % à la fin de 2010, alors que la part des autres créanciers publics (Chine, Inde, Arabie saoudite, Émirats arabes unis et autres) est passé de 42 % (35,3 milliards $) en 2010 à 68 % (138,3 milliards $) en 2021. La part de la Chine dans les encours de la dette bilatérale des pays pauvres est passée de 18 % en 2010 à 49 % en 2021, et les remboursements dus à la Chine au titre des emprunts contractés par ces pays pauvres, estimés à 17 milliards $ en 2022, représentent 66 % du service de la dette bilatérale officielle.

### Sommet du G8 de 2005: aide accordée à l'Afriqueet effacement de dette
La traditionnelle rencontre entre les ministres des Finances du G8 avant le sommet eut lieu à Londres les 10 et 11 juin 2005.
Le 11 juin, le G8 passe un accord sur un effacement de dette pour 18 pays pauvres très endettés, pour un montant de 40 milliards de dollars dus à la Banque mondiale, au Fonds monétaire international (FMI) et à la Banque africaine de développement (BAD). Les sommes libérées par cet effacement sont estimées à un milliard de dollars par an. l'ONG britannique War on Want estime cependant qu'un montant global de 45,7 milliards de dollars est nécessaire pour atteindre les objectifs du millénaire pour le développement dans 62 pays.
Les ministres des Finances du G8 ont également établi que vingt autres pays, représentant une dette globale de 15 milliards de dollars, pourraient bénéficier d'un effacement de leurs créances, à condition qu'ils atteignent le point d'achèvement de l'initiative PPTE (pays pauvres très endettés), qui porte notamment sur la lutte contre la corruption et sur le respect des plans d'ajustement structurel qui visent à favoriser les investissements privés. Cet accord a été approuvé le 25 septembre 2005 par les gouverneurs de la Banque mondiale et du FMI. Les négociations se sont déroulées de manière unilatérale, essentiellement entre les États membres du G8.
Les gouvernements africains, les organisations œuvrant en faveur de l'annulation et leurs sympathisants ont qualifié d'inapproprié le plan proposé par le G8, en alléguant que, d'une part, la poursuite des politiques d'ajustement structurel neutralisait les bénéfices de l'effacement de la dette et que, d'autre part, seule une faible part de la dette du tiers monde était concernée par la proposition. Depuis des années, les plans d'ajustement structurel sont taxés d'effets dévastateurs sur les pays pauvres.

### Sortir l'afrique de la spirale de la dette
Des dirigeants africains, ministres des Finances et experts, se réunissent, à Lomé au Togo, le 14 mai 2025. Leurs déclarations finales est des réformes structurelles notamment celles des institutions nationales, qui doivent être conduites par les pays africains. lutter efficacement contre les flux financiers illicites. Des pertes estimées à près de 90 milliards de dollars par ans. Et davantage de coopération internationale.